# Softengine
Softengine est un groupe de rock finlandais.
En conséquence de leur victoire à l'émission de télévision UMK, ils ont représenté la Finlande au Concours Eurovision de la chanson 2014 avec leur chanson "Something Better". En 2015, les membres du groupe ont entre 18 et 21 ans.

## Histoire

### 2011 - 2013: formation du groupe et débuts
Le groupe s'est formé dans la ville de Seinäjoki, en Finlande, durant l'été 2011, dans la maison des grands-parents du chanteur, compositeur et guitariste, Topi Latukka. 

### 2013 - 2014: contrats et le Concours Eurovision de la chanson
Au début de l'année 2014, le groupe signe un contrat d'enregistrement avec Sony Music Finland. Quelques semaines plus tard, ils remportent l'émission de télévision UMK.
La participation du groupe à l'Eurovision 2014 s'est faite au dernier moment. Il mettront par la suite 10 jours pour préparer leur entrée sur scène lors de l'Eurovision. Leur chanson "Something Better" est rendue publique le 21 mars 2014. La Finlande se retrouve dans la seconde demi-finale, et termine 3e avec 97 points. Le groupe réalise la meilleure performance de la Finlande depuis 2006 à la finale de l'Eurovision en terminant 11e avec 72 points.
En juin 2014, ils sortent un nouveau single, intitulé "Yellow House".
En septembre 2014, le bassiste Eero Keskinen quitte le groupe pour se consacrer à sa carrière de technicien éclairage.
Le 17 octobre, le groupe sort son second album, We Created the World, qui comprend 11 titres. Le premier, qui fut assez méconnu du grand public, parut en 2012. Il s'intitulait Hmm.

### 2015: suite de leur carrière
Le groupe continue sa carrière, en réalisant des concerts dans quelques pays scandinaves, notamment la Finlande, leur pays d'origine et la Norvège.
Le groupe prépare les chansons pour leur second album. Deux seront publiées en novembre 2015. Selon Topi Latukka, chanteur, compositeur et guitariste du groupe, le style musical de ce nouvel album sera légèrement modifié.
Le 17 juin 2015, ils sortent un nouveau single « All about you and I ». Il s'ensuit le 26 novembre 2015 un nouveau single, « Big Fat Bass Drum ».

### 2016: collaboration avec Robin et nouveaux singles
Le 27 mai 2016, le chanteur finlandais Robin sort, dans son album Yhdessä la chanson Salamatie, chantée en collaboration avec le groupe Softengine. Elle se classera au plus haut à la 53e position dans les charts en Finlande.
Le 12 août, le groupe rend public un nouveau single, intitulé Free Rider. Le chanteur du groupe, Topi Latukka, précise dans une interview au magazine Soundi que ce single est le premier avant-goût d'un prochain EP à paraître, sans date encore bien définie. Par ailleurs, il ajoute qu'une maquette de la chanson était prête le jour de la mort du chanteur mondialement connu Prince, et que ce titre à un point de ressemblance à la chanson 1999 du chanteur décédé.
Le 25 novembre, le groupe publie un nouveau single intitulé She Is My Messiah. A côté de cela, dans une interview accordée au tabloïd finlandais Iltalehti, les membres du groupe dévoilent leurs objectifs : avec une musique plus sophistiquée, ils essaient d'obtenir à chaque nouvelle publication plus d'auditeurs et souhaiteraient devenir l'un des meilleurs groupes de musique en Finlande.

## Discographie

### Albums
- 2014 - We Created The World, sorti le 17 octobre 2014 sous le label Sony Music (CD + version digitale)

### EPs
- 2015 - From Earth, From Ashes, From Dust, sorti le 10 décembre 2015 sous le label Sony Music (version digitale)

### Singles
| Année | Titre               | Album                             |
| ----- | ------------------- | --------------------------------- |
| 2014  | Something Better    | We Created The World              |
| 2014  | Yellow House        | We Created The World              |
| 2014  | The Sirens          | We Created The World              |
| 2014  | What If I           | We Created The World              |
| 2015  | All About You and I | From Earth, From Ashes, From Dust |
| 2015  | Big Fat Bass Drum   | From Earth, From Ashes, From Dust |
| 2016  | Free Rider          | -                                 |
| 2016  | She Is My Messiah   |                                   |